# 日吉村 (福岡県)
日吉村（ひよしむら）は、福岡県鞍手郡にあった村。現在の宮若市の一部にあたる。

## 地理
遠賀川支流・犬鳴川の流域に位置していた

## 歴史

### 沿革
- 1889年（明治22年）4月1日 - 鞍手郡下村、湯原村、三ヶ畑村が合併し日吉村が設立[2][3]。
- 1908年（昭和41年）12月15日 - 鞍手郡吉川村と合併し、吉川村が存続して廃止された[2][3]。

### 地名の由来
大字下の日吉神社による。